# Parafia Najświętszego Serca Pana Jezusa w Nowym Targu
Parafia Najświętszego Serca Pana Jezusa w Nowym Targu – parafia rzymskokatolicka należąca do dekanatu Nowy Targ archidiecezji krakowskiej, największa z nowotarskich parafii.

## Historia
Została utworzona w 1962. Kościół parafialny został wybudowany w 1951, konsekrowany w 1962. Mieści się przy Alei Tysiąclecia.

## Proboszczowie[1]
| imię i nazwisko                | daty urzędowania        |
| ------------------------------ | ----------------------- |
| ks. prałat Józef Dyba          | 13.04.1945 – 03.09.1965 |
| ks. dr Marian Stawarz          | 28.08.1966 – 02.12.1975 |
| ks. prałat Franciszek Juraszek | 20.01.1976 – 03.03.2001 |
| ks. kanonik Kazimierz Mynarski | 4.03.2001 – 30.06.2009  |
| ks. prałat Stanisław Strojek   | 1.07.2009 – 27.04.2025  |
| ks. Piotr Mozdyniewicz         | od 4.05.2025            |

## Wydzielone parafie
Z obszaru parafii wydzielonoː
- parafia Matki Bożej Anielskiej w Nowym Targu – 1982
- parafia św. Jadwigi Królowej w Nowym Targu – 2002
- parafia św. Jana Pawła II w Nowym Targu – 2006